# Величко Володимир Павлович
Володимир Павлович Величко (біл. Уладзі́мір Па́ўлавіч Вялі́чка; нар. 30 жовтня 1943, Мосевичі — пом. 11 серпня 2018,) — білоруський філософ, журналіст, публіцист. Кандидат філософських наук. 
Перший редактор журналу «Білоруська думка» (біл. Беларуская думка). Заслужений діяч культури Білорусі, лавреат Державної премії Білорусі (1998), лавреат літературної премії «Золотий Купідон» (2007). 
Член правління ГО «Білоруська спілка журналістів». Помер 11 серпня 2018 року.